# A. Michael Noll
A. Michael Noll (Newark, Nueva Jersey, 1939) es un ingeniero estadounidense y profesor emérito en la Escuela de Comunicaciones Annenberg de la Universidad del Sur de California. Ha publicado más de noventa trabajos profesionales, se le han concedido seis patentes, y es el autor de once libros sobre diversos aspectos de las telecomunicaciones.

## Carrera
De 1992 a 1994, el profesor Noll fue decano de la escuela de USC Annenberg para la Comunicación durante un período transitorio. Durante este tiempo ha desarrollado una visión más amplia de la comunicación que dio lugar a una fusión de las unidades académicas de comunicación de la USC. Se unió a la facultad de la Escuela Annenberg como profesor de comunicaciones en 1984 y se convirtió en emérito en 2006.
Ha sido Director de Tecnología de Investigación y oficial superior de afiliados de Investigación en el Instituto Columbia para la Tele-información en el Business School de la Universidad de Columbia. Ha sido también afiliado con el Centro de Medios de Comunicación en la New York Law School, ha sido un asesor de alto nivel para la Sociedad de Marconi, y fue profesor adjunto del Programa de Telecomunicaciones Interactivas de la New York University Tisch School of the Arts. El profesor Noll ha sido un colaborador habitual de artículos de opinión y columnista de periódicos y revistas especializadas con más de 100 publicados. Él ha sido citado con frecuencia sobre las telecomunicaciones y la industria de las telecomunicaciones por los medios de comunicación.
Antes de incorporarse a la Escuela Annenberg para la Comunicación, el profesor Noll ha tenido una carrera variada en la investigación básica, la comercialización de las telecomunicaciones, y la política de la ciencia. Trabajó en el AT & T Consumer Products y el Departamento de Marketing, donde realizó las evaluaciones técnicas y las oportunidades identificadas para nuevos productos y servicios, tales como las teleconferencias y el vídeo. El profesor Noll realizó casi quince años de investigación básica en los Laboratorios Bell en Murray Hill, New Jersey en áreas tales como los efectos de los medios en la comunicación interpersonal, la infografía en tres dimensiones y la animación, la comunicación hombre-máquina táctil, el procesamiento del habla de la señal, cepstrum determinación de tono, y la estética.
En la década de 1960 y principios de 1970, Noll construyó dispositivos interactivos de entrada en tres dimensiones, de retroalimentación táctil, dispositivo de fuerza ("feelie") (patente de EE. UU. 3919691 "táctil hombre-máquina Sistema de Comunicaciones" presentado el 26 de mayo de 1971, publicado 1 de noviembre de 1975). Este dispositivo fue el precursor de los sistemas actuales de realidad virtual. También fue uno de los primeros investigadores en demostrar el potencial de escaneado de trama de gráficos para computadores. Fue un pionero en la creación de estereoscópica, películas animadas de cuatro dimensiones hiper-objetos, de un ballet generada por computadora, y secuencias de títulos para la televisión y el cine animadas por computadora.
Noll fue uno de los primeros investigadores en usar una computadora digital para crear patrones artísticos y formalizar el uso de procesos aleatorios en la creación de las artes visuales. Su arte inicial fue programado en el verano de 1962 en Bell Telephone Laboratories en Murray Hill, Nueva Jersey, convirtiéndose en uno de los artistas pioneros en el uso de la computadora digital. En 1965 Noll, junto con dos otros pioneros en el campo del arte los primeros ordenadores, Frieder Nake y Georg Nees en Alemania, fueron los primeros en exhibir públicamente su arte por ordenador. Durante abril de 1965, la Howard Wise Gallery de Nueva York exhibió arte de Noll junto a patrones de puntos aleatorios desarrollados por Bela Julesz.
En la década de 1970, el profesor Noll formaba parte del equipo de ciencia del Presidente Consejero en la Casa Blanca y participó con temas como la seguridad informática y privacidad, las exportaciones de equipo, información científica y técnica, tecnología y educación

## Grados y premios
El profesor Noll tiene un doctorado en Ingeniería Eléctrica del Instituto Politécnico de Brooklyn, una MEE Universidad de Nueva York, y una B.S.E.E. de la Facultad de Ingeniería de Newark (actualmente conocido como New Jersey Institute of Technology). Eta Kappa Nu, la sociedad honorífica de ingeniería eléctrica, le otorgó mención honorífica como Mejor joven ingeniero electrónico en 1970. En 1990, los pioneros de Informática Gráfica de la Association for Computing Machinery (ACM) lo eligió un pionero en el reconocimiento de sus primeros trabajos en gráficos por ordenador.